# Еллі Вокер
Еллен Даміана «Еллі» Волкер (англ. Allene Damian «Ally» Walker; нар. 25 серпня 1961, Таллагома, Теннессі, США) — американська акторка. Найбільш відома за ролями у фільмах «Універсальний солдат» (1992) і «Поки ти спав» (1995), а також за ролями в телесеріалах «Профіль вбивці» (1996—1999) та «Діти Анархії» (2008—2010).

## Життєпис

### Раннє життя
Еллі Вокер народилася в Таллахома, штат Теннессі, а виросла у Санта-Фе, Нью-Мексико. Спочатку вона планувала стати вченим, отримала ступінь з біохімії 

### Кар'єра
Вокер почала свою кар'єру з ролей в декількох фільмах в кінці вісімдесятих. У 1988 році вона приєдналася до акторського складу серіалу «Санта-Барбара», у якому знімалася протягом року. Її найвідоміші ролі на телебаченні були в серіалах «Місяць над Маямі» та «Профіль вбивці».
У 2007 році вона зіграла у експериментальному серіалі HBO «Скажи мені, що любиш мене». Також, у неї була роль другого плану в кримінальній драмі «Сини Анархії».
Вокер буде грати головну роль у серіалі «Вихід 19», який розповідає про матір-одиначку, яка намагається збалансувати свою кар'єру детектива в Нью-Йорку та матері.

## Фільмографія
| Рік  |   | Українська назва     | Оригінальна назва | Роль             |
| ---- | - | -------------------- | ----------------- | ---------------- |
| 2018 | с | Колонія              | Colony            | Гелена           |
| 2008 | с | Сини анархії         | Sons of Anarchy   | Агент Джун Шталь |
| 1992 | ф | Універсальний солдат |                   | Вероніка Робертс |
| 1988 | с | Санта-Барбара        | Santa Barbara     | Андреа Бедфорд   |